# Langues toubou
Les langues toubou sont un petit groupe de langues sahariennes parlées par les Toubous, composées du tedaga et du dazaga, et sont parlées principalement au Tchad et dans le sud de la Libye, ainsi qu’au Niger où elles ont le statut de langues nationales.